# 热尔省
热尔省（法語：Gers，法語：[ʒɛʁ(s)]）是法國奥克西塔尼大区所轄的省份。該省編號為32。

## 歷史
熱爾省是最初的83個省其中之一。於法國大革命期間，1790年3月4日從吉倫特省和加斯科涅部分區域分劃出熱爾省。

在1808年喪失拉維市鎮，且在其東北側新增塔恩-加龍省。

## 行政区域

### 省会
- 欧什，位于该省中部，热尔河自南向北穿城而过，历史文化名城，曾为阿马尼亚克行省的省会。

### 副省会
- 孔东，位于该省西北部，圣雅各之路经过该地。
- 米朗德（Mirande），位于该省西南部。

### 主要城市
- 弗勒朗斯（Fleurence），位于该省北部，欧什-阿让公路上的重要市镇。
- 利勒茹尔丹（L'Isle-Jourdain），位于该省东部，是该省人口第二多的市镇，图卢兹－欧什铁路经过。

## 文化
以農業為主，當地人十分注重於美食，如：
- 雅馬邑白蘭地
- 加斯科涅葡萄酒（法语：Côtes de Gascogne）
- 加斯科涅弗洛克
- 鵝肝
- 野生菇.

此外, 也有一些著名的農作物：玉米，菜籽，向日葵 ，穀物。

加斯科涅語是奧克語的一種方言，並未被廣泛地使用。熱爾省的特色是寧靜的Bastide村莊和庇里牛斯山遙遙可見南方。